# Futebol de pântano
Futebol de pântano (em inglês: swamp football) é uma variação do futebol tradicional. O esporte teve origem na Finlândia, mas foi no Reino Unido que ganhou um campeonato mundial.
Atualmente, existem mais de 260 times de futebol de pântano no mundo.